# Еник тип J3
Еник тип J3 (фр. Unic Type J3) је аутомобил произведен 1919. године од стране француског произвођача аутомобила Еник.
После Првог светског рата Еник је наставио поизводњу аутомобила. Први модел је био J3, који је у ствари побољшан и редизајниран предратни модел J2.